# Bengt Stymne
Bengt Arvid Stymne, född 2 april 1939 i Gävle Heliga Trefaldighets församling i Gävleborgs län, är en svensk ekonom och professor emeritus vid Handelshögskolan i Stockholm. 
Bengt Stymne är son till kontorschef Sten Stymne och Ruth Lindskog och bror till ingenjören, professor Hans Stymne. Han diplomerades vid Handelshögskolan i Stockholm (DHS) 1961, blev ekonomie licentiat 1965, ekonomie doktor 1970, forskare vid EFI 1961–1964, Institute for Social Research vid University of Michigan 1964–1965, SIAR 1966–1970 och docent vid HHS 1970.
Stymne disputerade vid Handelshögskolan i Stockholm 1970 på doktorsavhandlingen Values and processes: a system study of effectiveness in three organizations och blev därigenom ekonomie doktor (ekon.dr).
Stymne var en av de grundande medlemmarna till European Institute for Advanced Studies in Management (EIASM) 1971. Han var professor i organisationsteori 1978–1992 och professor i företagsekonomi med särskild inriktning mot organisationsteori 1992–2006 vid Handelshögskolan i Stockholm.
Bengt Stymne gifte sig 1958 med psykologen Ingrid Claeson (1938–2003), dotter till stadskamrer Fredrik Claeson och Märta Rasmusson. Sedan 2007 är han gift med författaren Sinikka Ortmark Stymne.